# You've Lost That Lovin' Feelin'
«You've Lost That Lovin' Feelin», en español Has perdido ese sentimiento de amor, es una canción de Barry Mann, Cynthia Weil y Phil Spector cuya versión original fue grabada en 1964 por The Righteous Brothers. Alcanzó número uno en las listas éxitos de EE. UU. y el Reino Unido. En 1999, la organización de derechos de autor Broadcast Music, Inc. (BMI) anunció que era la canción más reproducida en la radio y televisión de Estados Unidos en el siglo XX. Además, la canción fue escogida como una de las "canciones del siglo" de RIAA. 

## Escritura, grabación y recepción pública
Escrita por el productor Phil Spector y la pareja de compositores Barry Mann y Cynthia Weil. Fue grabada en el Estudio A, de los famosos Gold Star Studios de Los Ángeles con miembros del reputado grupo de músicos de sesión The Wrecking Crew en la instrumentación. La voz solista fue la de Bill Medley, mientras que Bobby Hatfield, el otro integrante del dúo, con un tono de voz más agudo, quedó en un segundo plano apareciendo al final de la canción, algo que al parecer molestó a este último. Una todavía desconocida Cher formó parte del coro en la grabación original. 
La canción duró casi cuatro minutos, demasiado larga para los Dj´s de radio, sin embargo Spector se negó a cortar la canción. En lugar de eso, hizo imprimir junto al título de la canción, en el lugar que indica la duración de la misma, un tiempo menor ,3:05, en vez de los 3:45 que realmente duraba.
Durante la Navidad de 1964, la británica Cilla Black publicó una versión de la canción original de los Righteous brothers, en un intento por obtener apoyo para grabar en una discográfica inglesa. 
A mediados de febrero de 1965, "Lovin 'Feelin'" fue número 1 tanto en los 
Estados Unidos como en el Reino Unido. Es la única canción que ha estado en el Top 10 del Reino Unido tres veces, primero en 1965, y nuevamente cuando fue reeditado en 1969 y 1990. Alcanzando el número 3, en 1990. Fue reeditada por el éxito renovado de "Unchained Melody", que a su vez también alcanzó el número 1 después de haber sido utilizada en la película Ghost. La canción fue elegida como la 34 en la lista de la 500 mejores canciones de todos los tiempos por la revista Rolling Stone.